# Candragupta Maurya
Candragupta Maurya, anche noto come Sandrocotto e traslitterato Chandragupta con grafia inglese (in sanscrito चन्द्रगुप्त मौर्य; in greco antico: Σανδροκόττος?, Sandrokóttos; Pataliputra, 343 a.C. – Pataliputra, 297 a.C.), è stato il sovrano fondatore dell'Impero Maurya.
Pur avendo regnato dal 321 al 298 a.C., poco si conosce della vita del fondatore dell'impero Maurya, a partire dalla sua data di nascita. Anche il suo presunto incontro alle foci dell'Indo con Alessandro Magno non è documentato, seppure ampiamente riportato dagli storici greci e latini.
Approfittando delle guerre che indebolirono la dinastia Nanda e dell'invasione dell'India da parte di Alessandro Magno, riuscì dapprima a impossessarsi del regno di Magadha e quindi, per primo, a unificare l'India Settentrionale. Dopo un conflitto protrattosi con alcuni anni, nel 306 a.C. trattò con Seleuco I, ottenendo le province indiane dell'impero macedone in cambio di 500 elefanti, che Seleuco intendeva usare nella sua lotta contro Antigono Monoftalmo nel contesto della guerra dei Diadochi. La battaglia di Ipso si rivelò decisa proprio dalla superiorità in termini di elefanti dell'esercito coalizzato contro Antigono.
Morì nel 297 a.C. lasciando il trono al figlio Bindusara, il cui titolo era semplicemente quello di "Rajah di Magaddha".

## La situazione dell'India al tempo di Alessandro Magno
Sconfitto il rajah Poro (Purushottama) sul fiume Idaspe (Jhelum) - dopo averlo guadato presso la cittadina di Bhera - nell'attuale Pakistan nell'aprile del 326 a.C., fondò il mese successivo due città prospicienti, attraversate (all'epoca, poiché ora esso ha cambiato corso) dal fiume stesso, Alessandria Bucefala - secondo alcuni Jhelum, secondo altri Jalalpur, ma più probabilmente Mong) sul sito dove cadde il suo amato destriero Bucefalo - e Alessandria Nicea, sul luogo stesso della battaglia (secondo alcuni Phalia, ma più probabilmente Gujrat), Alessandro venne a conoscenza dei territori delle attuali India e Cina. 
Fu così che il re macedone concepì di allargare il suo impero oltre i confini del precedente impero persiano. Durante il biennio 327 - 325 a.C., mentre sottometteva la XX satrapia persiana, corrispondente agli attuali Afghanistan e Pakistan, Alessandro Magno s'informò circa le terre al di là dell'Indo (Sind), che venne attraversato sul ponte di barche che Alessandro aveva ordinato di costruire nei pressi del guado di Ohind (Udabhandapura), ad Efestione ed a Perdicca, 25 chilometri a nord di Attock. 
Qui gli venne incontro il regnante locale, Omfi (Ambhi, poi chiamato ufficialmente Taxila). Egli non solo aveva già offerto il suo aiuto ad Alessandro in Sogdiana, con 30 elefanti e 700 cavalieri, ma aveva anche rifornito Efestione durante la costruzione del ponte e si ripropose ad attendere l'intero contingente quando questo avrebbe attraversato il fiume. Gli venne riferito dal re di Taxila (Takshicila), una trentina di chilometri a nordovest della moderna Islamabad, che la terra tra l'Indo ed il Gange era "vasta quanto quella compresa tra il Tigri e l'Indo medesimo, ma frammentata in tanti regni in perenne lotta fra di loro e retta da re che avrebbero potuto esser figli di un barbiere" (frase offensiva per designare dei re-travicello, ostaggi dei dignitari di corte e/o dei generali dell'esercito). 
Una missione esplorativa che il Macedone inviò nell'attuale regione indiana di Amritsar confermò in parte il racconto. Però venne anche sottolineata la difficoltà dell'impresa per via della scarsità di vie di comunicazione, per il clima quotidianamente piovoso che trasformava i sentieri da aridi e polverosi in paludosi, per tutti i 330 km che gli esploratori coprirono in dodici giorni. Inoltre, pur confermata la notizia delle rivalità tra i regni in cui il subcontinente era frammentato, era pur vero che il regno limitrofo ai confini disponeva di un esercito numericamente di molto superiore a quello messo in campo dai regni della valle dell'Indo che tanto filo da torcere stavano dando ai Macedoni. Del resto, Alessandro era intenzionato a marciare sull'Indo, se l'esercito - stanco di continue campagne militari - non si fosse ammutinato, esausto di procedere a marce forzate di 40 km al giorno, in una terra martoriata dalle piogge monsoniche che rendevano l'aria pregna di umidità, i sentieri impraticabili a causa del fango e le insidie di serpenti velenosi (probabilmente cobra) e scorpioni. 
Alessandro desiderava ardentemente giungere "all'estremo confine della terra, laddove essa si getta nel grande Oceano". Alessandro voleva spingersi oltre il fiume Beas, e oltre quel confine fluviale sembra vi fosse un popolo numeroso, retto da un'oligarchia, ricco di elefanti, forse i Prasii o i Gangaridi, che governava il bacino del Gange, della dinastia Nanda, la cui capitale, Pataliputra (la greca in greco antico: Παλίμβοθρα?, Palímbothra) era situata alla confluenza del fiume Son col Gange, presso la moderna città di Patna. 
Il malcontento cominciava ad appesantire gravemente, non solo il morale, ma soprattutto la disciplina dell'esercito macedone. La possibilità, sempre più concreta, di un “non-ritorno” portò i soldati a una vera e propria forma d'ammutinamento, anche se non di aperta rivolta, in considerazione del carisma di cui godeva Alessandro. L'esercito non aveva tutti i torti a rifiutarsi di proseguire in una campagna bellica in territori mai prima di allora conosciuti e - tanto meno - cartografati. Neppure i persiani Achemenidi avevano oltrepassato il corso dell'Indo. Già solo il fatto che, durante la stagione dei monsoni il continuo straripamento dei fiumi del Punjab metteva a serio rischio le salmerie, che avrebbero dovuto esser lasciate al di qua del confine, privando l'esercito di vettovaglie e di acqua potabile, avrebbe reso quasi impossibile il tentativo d'invasione dell'India. Laddove terminava la sua impresa, a suo ricordo, Alessandro fece erigere dodici altari giganteschi di pietra, in segno di ringraziamento all'intero pantheon che lo aveva protetto durante l'impresa. L'area oggigiorno è parte della Federazione indiana.

## L'ascesa di Candragupta

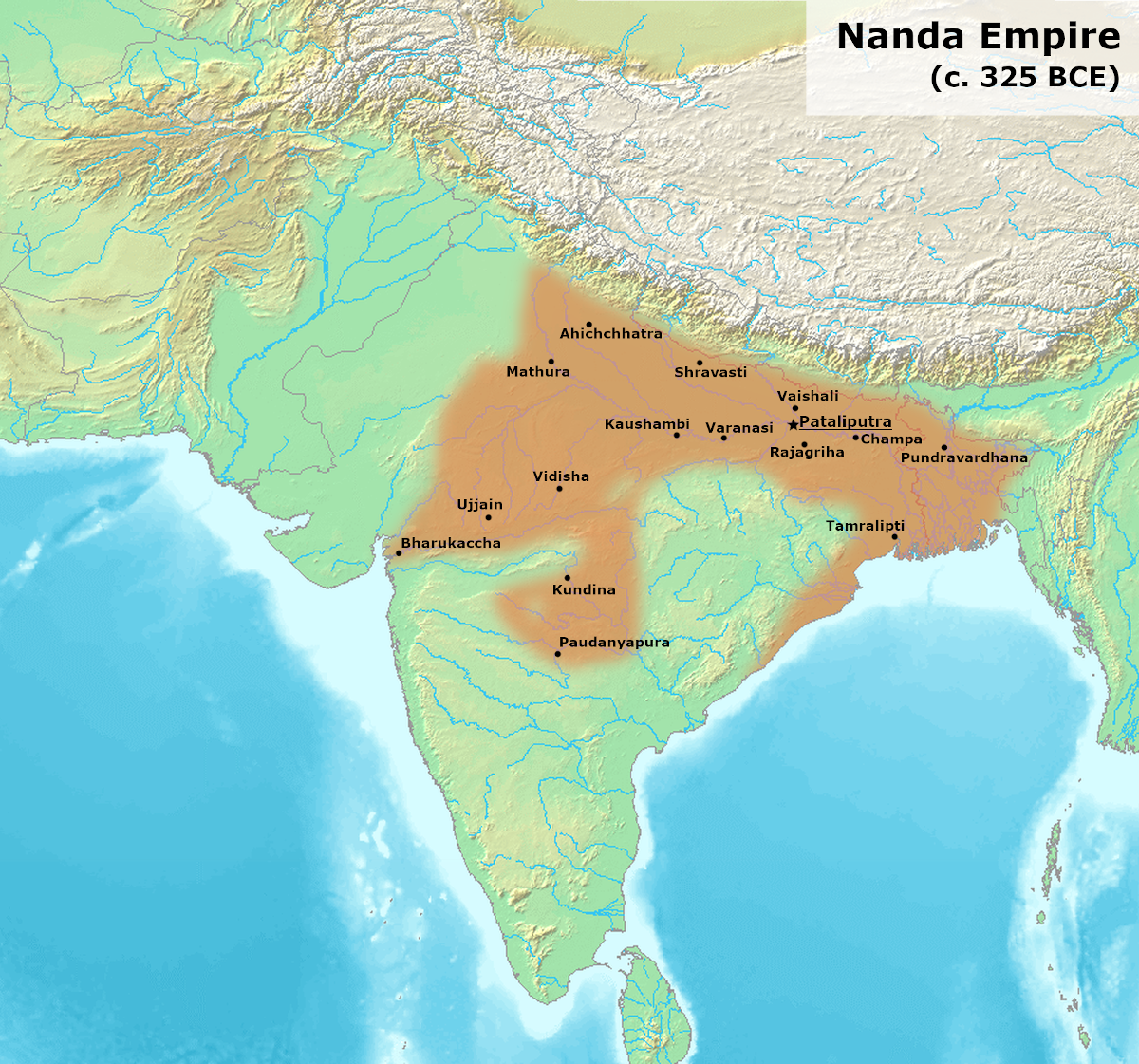
Massima estensione dell'impero Nanda (325 a.C.)

Attraversato l'Indo, l'avanzata macedone verso oriente fu - dunque - arrestata dalla stanchezza dei soldati. La campagna indiana si arrestò al fiume Ifasi (Beas), ultimo immissario a Est del fiume Indo. Questo grande fiume con i suoi affluenti venne a costituire così, nel progetto di Alessandro, l'estremo confine naturale e storico del suo immenso impero. Prima di riprendere la via del ritorno, Alessandro fece innalzare sulla riva sinistra del fiume Ifasi dodici altari agli dei, in forma di torri. Al centro una colonna di bronzo portava la scritta: "Qui si fermò Alessandro". A distanza di 2500 anni, è praticamente impossibile conoscere l'esatta ubicazione dei dodici giganteschi altari di confine, in quanto il corso - mutevole nei secoli - del fiume può averli erosi, fatti crollare, sepolti sotto diverse decine di metri di spessore di limo. Per quanto Alessandro non ebbe l'opportunità materiale per invadere l'India, la sua fama di sovrano saggio ed invincibile penetrò ugualmente nella regione, tanto che, a tutt'oggi, si tramanda la sua epopea condita da episodi più o meno fantasiosi. 
Il clan dei Maurya era noto già da alcuni secoli, almeno dal tempo di Buddha (565 - 486 a.C.), ma Candragupta pare fosse stato di umili origini, quindi appartenente ad un ramo molto collaterale della famiglia, se non - addirittura - figlio illegittimo dell'ultimo sovrano della dinastia Nanda e di una donna appartenente a una delle caste più infime. Poco si conosce della sua vita. Nato probabilmente nel 340 a.C., fu allievo del noto maestro e filosofo indù Kauṭilya (o Cāṇakya), che divenne - in seguito - suo consigliere, una volta che Candragupta fondò l'impero Maurya. I due, con ogni probabilità, si trovavano esuli a Taxila quando, nel 326 a.C. le armate macedoni invasero il bacino dell'Indo, in quanto Candragupta pare esser stato esiliato per prevenire la sua possibilità di reclamare il trono, mentre Kautilya, appartenente alla potente casta sacerdotale dei bramini si dice avesse giurato di vendicarsi di un'offesa arrecatagli da uno dei coreggenti del Regno di Nanda. Secondo quanto scritto da Plutarco, ma non si hanno riscontri in merito, fu proprio Candragupta a spingere Alessandro a tentare la conquista del regno dei Nanda. Di certo conosciamo l'ammirazione del sovrano indiano per il tentativo del macedone di creare un impero universale e la fusione in un'unica entità di razze, popoli, usi e costumi così diversi, tanto che egli adottò questo criterio a corte una volta insediatosi sul trono dei Nanda. Per primo Candragupta concepì di detronizzare l'imperatore del Regno di Nanda. Il testo sanscrito Mudrarakshasa scritto da Visakhadutta e il testo dello Giainismo Parisishtaparvan citano un'ambasceria a fini d'alleanza militare compiuta da Candragupta in persona presso il rajah himalayano Parvatka, da alcuni storici identificato proprio col rajah sconfitto da Alessandro Magno presso il fiume Idaspe, Poro. Dopo la morte di Alessandro, in effetti Poro si era smarcato dall'alleanza macedone, diventando a tutti gl'effetti sottomesso solo di nome, ma conducendo una politica totalmente autonoma da Babilonia. Effettivamente Poro potrebbe aver aiutato Candragupta a rovesciare il regno Nanda, o, quanto meno a far scoppiare rivolte, dal momento che è accertato storicamente l'assassinio del rajah da parte del generale greco Eudemo nel 317 a.C. e forse non è un caso che le prime esperienze belliche del futuro imperatore si compirono nel Punjab, sebbene sicuramente dopo la morte di Alessandro, ma anche di Poro. In effetti, Poro e Candragupta forse si allearono per abbattere il Regno dei Nanda, il che venne visto dai macedoni come un pericolo da cui scaturì la decisione di eliminare Poro. Eudemo dovette smobilitare comunque dal Punjab già l'anno seguente (316 a.C.) per via delle rivolte e della guerriglia scatenate da Candragupta, che si presentò come legittimo erede di Poro, portandosi dietro la gran maggioranza dell'esercito, mentre i pochi presìdi lasciati in loco vennero massacrati dagl'indiani.  Il Regno dei Nanda (più propriamente "Reame di Magadha") era retto fino al 329 a.C. dal saggio rajah Mahapadma Nanda, quando, alla sua morte, non venne nominato alcun successore e i suoi sette figli assursero contemporaneamente al trono, incominciando una guerra civile per assicurarselo interamente. Da diverse fonti storiche si evince che il reame era nel caos più completo e che intere province si erano rese del tutto autonome, sia quelle himalayane, sia il territorio di Kalinga e l'area del Deccan, così come s'intravede che i sette figli eredi non fosser minimamente all'altezza del padre, e - tanto meno - popolari, cosicché il reame stava iniziando a disintegrarsi. Candragupta, pertanto, incominciò a distinguersi, prima nelle continue guerre (forse guerriglie, più propriamente) contro i greco - macedoni a oriente, e poi contro i Nanda, che allora controllavano la parte centro settentrionale del subcontinente ed erano in piena decadenza. L'occasione di porsi a capo di un movimento di liberazione della valle dell'Indo nacque dopo che i macedoni persero, a partire dalla data della morte di Alessandro, nel 323 a.C. il controllo dell'area, troppo lontana dai centri di potere siti a Babilonia, a Susa, a Ecbatana (la moderna Hamadan, in Iran).

## La campagna antimacedone e la conquista del potere

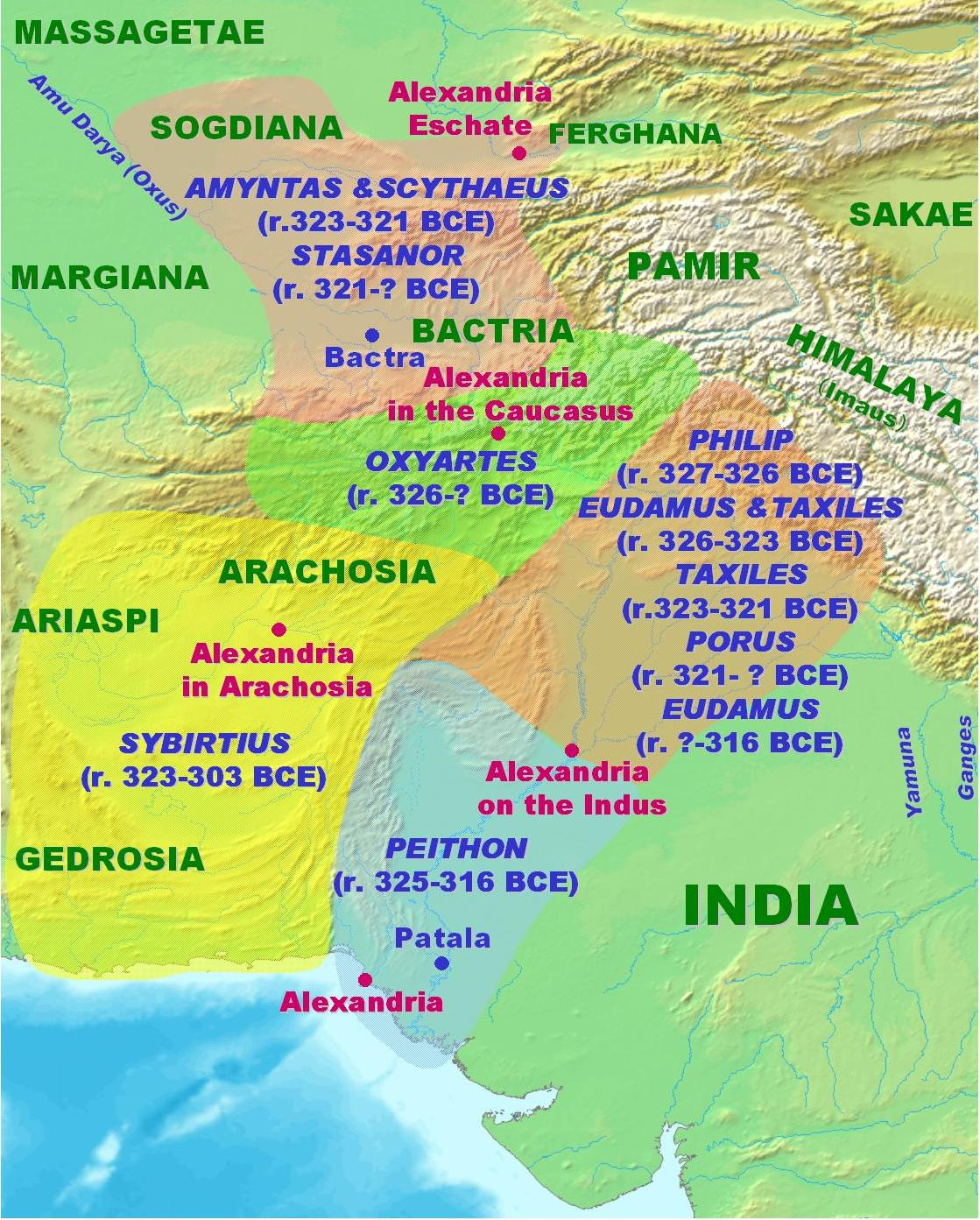
Conquista delle satrapie macedoni post-Alessandro Magno

Il satrapo della Partia, Peitone perse il controllo della satrapia dell'Indo già nel 322 a.C., a causa del suo stolto tentativo di limitare il potere dei governatori locali, cosicché l'anarchia e la guerra civile scoppiarono tra i rajah che Alessandro aveva sottomesso precedentemente. Candragupta si mise a capo di una coalizione intenzionata a cacciare i macedoni al di là della catena montuosa dell'Hindukush. Per certi versi, la sua vita mostra un parallelismo con quella del primo re persiano e fondatore della dinastia achemenide, Ciro il Grande: da umili origini riuscirono a sconfiggere un vasto impero fondandone a loro volta uno proprio. Candragupta, nel 322 a.C. già controllava tutta l'arera dell'Indo e del Punjab ed aveva come sua sede proprio la città di Taxila. Mentre la guerriglia imperversava nelle satrapie più orientali del regno dei Seleucidi, successori in Asia di Alessandro, Candragupta ne approfittò, nel 321 a.C. per infliggere il colpo di grazia al traballante regno indiano di Magadha, battendo l'esercito del generale Bhadrassala, esautorando re Dhana della dinastia Nanda e facendosi proclamare re nel 313 a.C. Candragupta era figlio illegittimo di uno degli ultimi monarchi Nanda, e la madre era una shudra, una serva appartenente, cioè alla casta più bassa, tuttavia grazie al suo valore militare riuscì a sconfiggere i re dei Nanda, affrontandoli uno alla volta ed impedendo che si coalizzassero contro di lui ed a creare il primo impero panindiano della storia, o quantomeno riuscì ad unificare tutto il subcontinente a eccezione della parte meridionale, attualmente occupata dai Tamil (320 - 319 a.C.). Intorno all'anno 319 a.C. annesse i territori himalayani compresi tra le sorgenti dell'Indo ed i laghi Mapam Yuco (nell'attuale regione cinese del Tibet, il Nepal il Sikkim, il Bhutan. Nel 318 a.C. si volse a sud e fagocitò l'altopiano del Deccan, il Saurashtra (odierno Gujarat ed il Mysore (attuale Kamataka), quest'ultimo rappresentò il confine meridionale dell'impero.

Nel frattempo, i seleucidi intervennero in prima persona nel Punjab per stroncare la ribellione, e tra le vittime cadde pure il rajah Poro (Pururava in Sanscrito), fatto assassinare, perché sospettato di tradimento, da Eumene proprio su ordine di Seleuco I Nicatore nel 317 a.C.. A questo punto lo scontro con Candragupta fu inevitabile, ma il re indiano possedeva un esercito poderoso di 30 000 cavalieri, 600 000 fanti (tra fanti pesanti armati di spada e fanti leggeri armati di lancia), 9.000 elefanti, diverse migliaia di arcieri, ed a poco servì la famosa falange macedone di fronte a una così imponente armata nemica. Solo nel 305 a.C. in una battaglia campale in un'ignota località compresa tra il Deserto di Thar e la sponda orientale dell'Indo, l'esercito indiano ebbe infine ragione su quello macedone-persiano. la pace, siglata nel 301 a.C. fu assai umiliante per i macedoni, che persero per sempre tutti i territori del Punjab, del bacino dell'Indo, degli attuali Pakistan ed Afghanistan (Gedrosia ed Aracosia). In cambio ebbe 500 elefanti, l'instaurazione di rapporti diplomatici (Megastene, autore del perduto trattato "Indike chora", era l'ambasciatore ufficiale di Seleuco presso Candragupta ed a lui dobbiamo tutte le notizie circa la società e la politica Maurya) e le nozze tra la figlia di Seleuco con Candragupta medesimo.  Le successive campagne belliche, tra il 300 ed il 290 a.C. vennero intraprese da Candragupta nei territori tra il Bangladesh e gli Stati Shan (nelle regioni settentrionali dell'attuale Birmania).

## Organizzazione dell'Impero Maurya

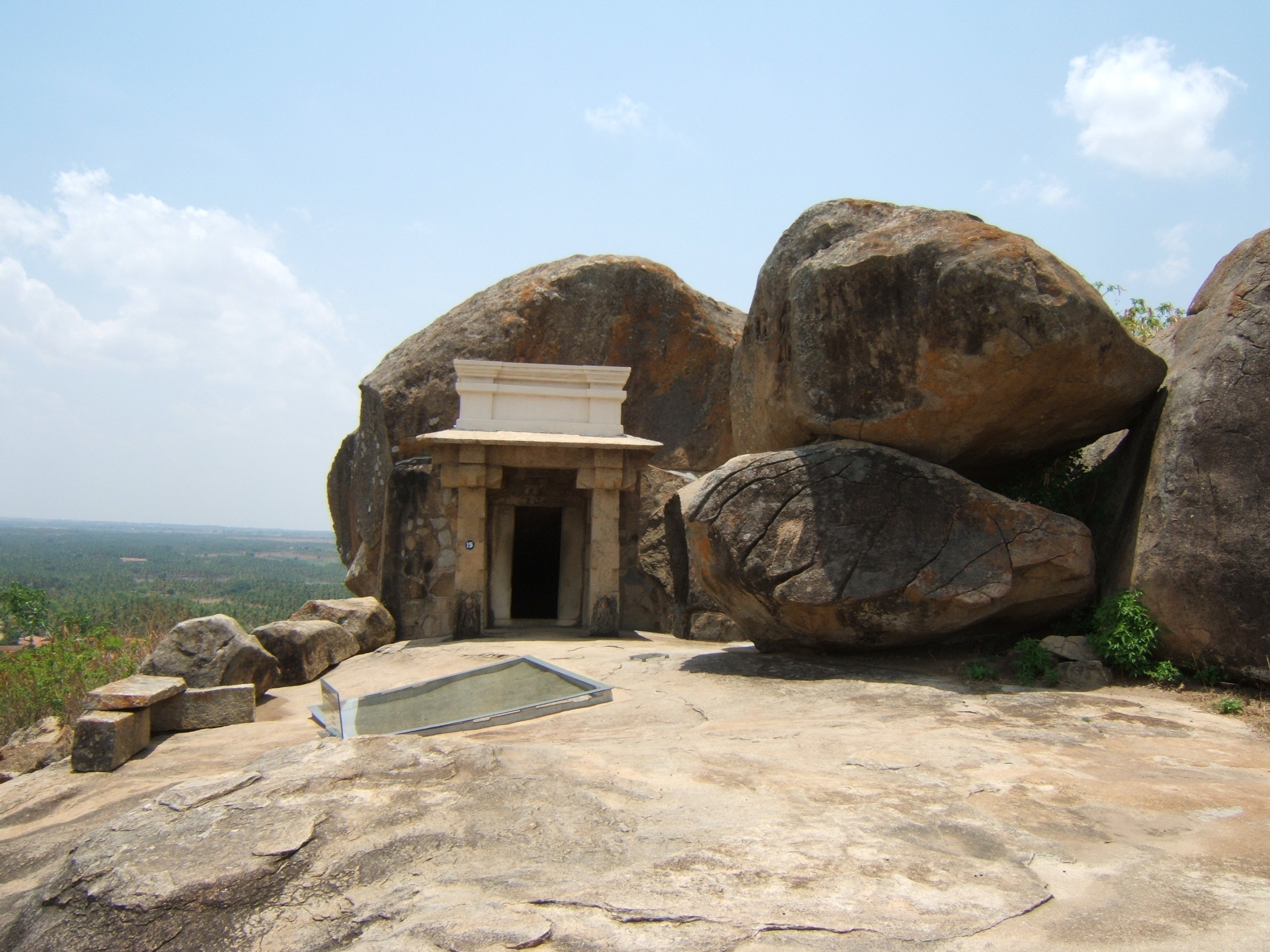
La grotta Bhadrabahu, dove secondo la tradizione Candragupta Maurya morì. Shravanabelagola, Karnataka, India

Il Regno dei Nanda  - in base alle fonti storiche era molto oppressivo e dispotico, ragion per cui non fu impresa difficile per Candragupta rovesciarlo.  Già aveva capeggiato un'insurrezione nel 328 a.C. fallita grazie all'intervento dell'esercito reale, cosa che costò a lui l'esilio. Il vero protagonista nell'organizzazione dell'Impero, però, fu Cāṇakya (Kauṭilya), maestro di Candragupta dal momento del loro esilio. I due s'incontrarono della Foresta di Vindhya, nella regione centrale del Deccan e peregrinarono assieme fino a Taxila, al momento dell'invasione macedone. Mentre il futuro imperatore Chadragupta osservava l'organizzazione militare greca, il suo maestro ne apprendeva la legislazione e l'organizzazione civile. Al momento dell'ascesa al trono, Candragupta nominò il proprio maestro alla carica di Primo Ministro. A lui si deve tutta l'organizzazione interna dell'impero. Il regno era diviso in quattro vicereami suddivisi a loro volta in province rette da funzionari (pradeshika), che amministravano le province, raccoglievano i dazi ed amministravano la giustizia locale attraverso un proprio apparato burocratico. Tutti i governatori locali rispondevano ai funzionari centrali i quali riportavano direttamente all'imperatore. La forza motrice dell'economia maurya erano i commerci e la monetazione. Anche l'agricoltura era ben sviluppata, favorita dal suolo fertile e dal clima tropicale dell'India. Anche l'attività estrattiva era fiorente: molto commerciati erano i diamanti e l'oro. Infine le spezie ed altri generi di lusso (perle, corallo, legname pregiato) concorrevano all'economia dell'impero. Il regno Maurya si avvaleva di forze militari molto numerose ed anche ben organizzate ed addestrate, in cui si fondevano le concezioni macedoni (cavalleria e falange) con la fanteria pesante indiana (arcieri e lancieri issati sugli elefanti). Rapporti diplomatici stabili erano instaurati coi regni ellenistici, coi principati cinesi, con l'isola di Ceylon ("Taprobane") e con l'attuale Indocina. La religione di Stato era l'induismo, ma i sovrani e gli altri dignitari, per sottrarsi all'influenza dei sacerdoti induisti, professavano altre fedi: Candragupta si convertì, fondatore della dinastia, al giainismo, mentre suo nipote, Aśoka professò il buddismo. Candragupta, all'età di 45 anni, nel 298 a.C., abdicò in favore del figlio Bindusara.